# حفل توزيع جوائز الأوسكار التاسع والخمسون
حفل توزيع جوائز الأوسكار التاسع والخمسون (بالإنجليزية: 59th Academy Awards)‏ هو حدث نظمته أكاديمية فنون وعلوم الصور المتحركة لتكريم أفضل الأفلام لسنة 1986. أقيم الحفل بتاريخ 30 مارس، 1987 في جناح دوروثي تشاندلر، لوس أنجلوس. قامت شبكة هيئة الإذاعة الأمريكية ببثّ الحفل، وقدّمه شيفي تشيز، غولدي هاون، بول هوغان. في هذه الدورة، فاز فيلم فصيلة بجائزة أفضل فيلم، وحاز الممثّل بول نيومان على جائزة أفضل ممثّل، ونالت الممثلة مارلي ماتلن جائزة أفضل ممثّلةٍ، وكانت جائزة الأوسكار لأفضل مخرج من نصيب المخرج أوليفر ستون.
أكثر الأفلام ترشيحاً للحصول على جوائز كان فيلم فصيلة وغرفة مع منظر حيث تلقّى 8 ترشيحات، بينما أكثرها فوزاً كان فيلم فصيلة حيث فاز بـ 4 جوائز.

## الجوائز
- جائزة أفضل فيلم:

فصيلة
- جائزة أفضل مخرج:

أوليفر ستون
- جائزة أفضل ممثّل:

بول نيومان
- جائزة أفضل ممثّلة:

مارلي ماتلن
- جائزة أفضل ممثّل مساعد:

مايكل كين
- جائزة أفضل ممثّلة مساعدة:

دايان وايست
- جائزة أفضل سيناريو مقتبس:

غرفة مع منظر
- جائزة أفضل موسيقى تصويريّة:

حوالي منتصف الليل
- جائزة أفضل تأثيرات بصريّة:

فضائيون
- جائزة أفضل خلط أصوات:

فصيلة

## وصلات خارجية
- حفل توزيع جوائز الأوسكار التاسع والخمسون على موقع IMDb (الإنجليزية)
- حفل توزيع جوائز الأوسكار التاسع والخمسون على موقع ميوزك برينز (الإنجليزية)
- الموقع الرسمي لجوائز الأكاديمية.
- الموقع الرسمي لأكاديمية فنون وعلوم الصور المتحركة.
- قناة جوائز الأوسكار على موقع يوتيوب (تُديره أكاديمية فنون وعلوم الصور المتحركة).
- مقتطفات فيديو من أكاديمية فنون وعلوم الصور المتحركة.